# Eupithecia kibatiata
Eupithecia kibatiata es una especie de polilla de la familia Geometridae, descrita por primera vez por el entomólogo belga Hubert Robert Debauche en 1938, con distribución en la República del Congo y países vecinos. Es una especie bastante similar en apariencia a otra especie africana, E. steeleae, excepto que el área basal marrón de las alas anteriores se extiende hasta la mitad del borde interior del ala mientras que E. steeleae apenas sube sobre el borde desde la base del ala.